# Frankenia bucharica
Frankenia bucharica är en frankeniaväxtart som beskrevs av Nina Alexandrovna Basilevskaja. Frankenia bucharica ingår i släktet frankenior, och familjen frankeniaväxter.

## Underarter
Arten delas in i följande underarter:
- F. b. kabulensis
- F. b. mironovii
- F. b. transkaratavica
- F. b. vvedenskyi